# Везембек-Опем
Везембек-Опем (на нидерландски: Wezembeek-Oppem) е селище в Централна Белгия, окръг Хале-Вилворде на провинция Фламандски Брабант. Населението му е около 13 500 души (2006).